# Ormepadder
Ormepadderne (Gymnophiona) er den dårligst udforskede orden indenfor padderne. Det skyldes bl.a. at de lever deres liv under jorden eller i vand.
Ormepadder har ingen ben.
De findes i Afrika, det sydøstlige Asien og Amerika.
Nogle ormepadder i familien Caeciliidae er giftige.

## Klassifikation
Orden: Gymnophiona
- Familie: Rhinatrematidae
- Familie: Ichthyophiidae
- Familie: Uraeotyphlidae
- Familie: Caeciliidae
- Familie: Scolecomorphidae
- Familie: Typhlonectidae - herunder den sjældne art Atretochoana el. Atretochoana eiselti